# مختص الملك الكاشي
مختص الملك الكاشي كان بيروقراطيًا فارسيًا، شغل منصب وزير السلطان السلجوقي أحمد سنجر (الذي حكم. 1118–1157 م) وتولّى الوزارة من 1124 إلى 1127 م.
وفقًا لسلجوق نامه، كان مختص الملك ابن أخ أبو طاهر إسماعيل صفي يي، وهو دبير (كاتب) وخطاط بارز من كاشان، وكان مفضلًا لدى السلطان ملك شاه الأول (الذي حكم. 1072-1092 م) ووزيره الأخير نظام الملك (توفي عام 1092). كان أبو طاهر إسماعيل صافي يي كخدودا (ملازمًا) لأمير قماج، لكنه قُتل لاحقًا على يد تورشك صوابي، الذي طالب مختص الملك بالانتقام منه. ثم دخل مختص الملك نفسه في خدمة أمير قمج، حيث عُين نائبًا له من نظام الملك. في عهد محمد الأول تابار (الذي حكم. 1105–1118 م)، شغل مختص الملك مناصب مختلفة، مثل الطغرائي والمستوفي. بينما كان أحمد سنجر يقوم بحملة في العراق، أُعجب به مختص الملك، ونتيجة لذلك منحه ولاية الري، حيث كانت له فترة ولاية ناجحة. وبعد أن عزل سنجر وزيره محمد بن سليمان الكاشغري، أقنع مختص الملك بمغادرة العراق ليخدمه وزيرًا جديدًا له. وقد ورد ذكر مختص الملك في ثلاث قصائد للشاعر الفارسي المعزي (توفي سنة 1125/7م). خلف المروزي مختص الملك.